# Atban Klann
Atban Klann – hip-hopowa grupa działająca w latach 1992–1995.
Jej członkami byli Will 1X, Apl.de.ap, Mookie Mook, DJ Motiv8 i Dante Santiago. W 1992 grupa podpisała kontrakt z Ruthless Records i zadebiutowała na EP Eazy'ego-E zatytułowanym 5150: Home 4 tha Sick. Wkrótce potem zespół nagrał swoją debiutancką płytę Grass Roots, która miała być wydana 6 października 1992, jednak na krótko przed wydaniem album wstrzymano. Zespół rozpadł się, kiedy w 1995 zmarł Eazy-E. Will 1X (zmienił swój pseudonim na Will.i.am) i apl.de.ap wraz z Taboo założyli zespół The Black Eyed Peas.

## Dyskografia
Albumy
- Grass Roots

Single
- 1994: Puddles Of H2O